# Skoby
Skoby är en kommungränsöverskridande tätort, huvudsakligen belägen i Östhammars kommun i Uppsala län men även innefattande en del av Uppsala kommun.
Skoby ligger fyra kilometer sydväst om Alunda, i jordbruksbygd söder om korsningen mellan länsvägarna 288 och 273.

## Befolkningsutveckling
| Befolkningsutvecklingen i Skoby 1960–2020 | Befolkningsutvecklingen i Skoby 1960–2020 | Befolkningsutvecklingen i Skoby 1960–2020 | Befolkningsutvecklingen i Skoby 1960–2020 | Befolkningsutvecklingen i Skoby 1960–2020 |
| ----------------------------------------- | ----------------------------------------- | ----------------------------------------- | ----------------------------------------- | ----------------------------------------- |
|                                           |                                           |                                           |                                           |                                           |
| År                                        |                                           |                                           | Folkmängd                                 | Areal (ha)                                |
| 1960                                      | 1960                                      |                                           | 250                                       |                                           |
| 1965                                      | 1965                                      |                                           | 213                                       |                                           |
| 1990                                      | 1990                                      |                                           | 213                                       | 45                                        |
| 1995                                      | 1995                                      |                                           | 212                                       | 45                                        |
| 2000                                      | 2000                                      |                                           | 212                                       | 45                                        |
| 2005                                      | 2005                                      |                                           | 217                                       | 45                                        |
| 2010                                      | 2010                                      |                                           | 230                                       | 45                                        |
| 2015                                      | 2015                                      |                                           | 239                                       | 59                                        |
| 2018                                      | 2018                                      |                                           | 238                                       | 60                                        |
| 2020                                      | 2020                                      |                                           | 238                                       | 60                                        |
| Anm.: Ej tätort 1970-1980                 |                                           |                                           |                                           |                                           |